# امبرائولت
امبرائولت (به فرانسوی: Ambrault) یک کامین در فرانسه است که در Canton of Issoudun-Sud واقع شده‌است.

## خصوصیات
امبرائولت ۲۵٫۵۹ کیلومترمربع مساحت و ۸۹۱ نفر جمعیت دارد و ۱۶۸ متر بالاتر از سطح دریا واقع شده‌است.